# Slobodna komuna Orvieto
Slobodna komuna Orvieto (talijanski Libero comune Orvieto) je bila slobodna komuna u talijanskom gradu Orvietu u pokrajini Umbriji.
Iako je bila komunom, nije bila dijelom Papinske Države, no ona ju je kontrolirala. Da bi bila priznatom, općinske su vlasti 1157. trebale dobiti deklaraciju kojoj se papa Hadrijan IV. slaže s time.
U 12. je stoljeću Orvieto, ojačan vojskom, počeo širiti vlastite granice koje su nakon pobjedonosnih bitaka protiv Siene, Viterba, Perugie i Todija obuhvaćale veliko ozemlje koje se je prostiralo od Chianske doline do zemalja Orbetella i Talamonea na Tirenskom moru. Dok se tako širio, stekao je moćna saveznika Firencu, sienskog protivnika.
Stoljeća koja su uslijedila, 13. i 14., bila su vrijeme veličanstvenosti Orvieta u kojem je onda živjelo trideset tisuća stanovnika, što je bilo veliko čak i prema rimskim mjerilima. Postao je neospornom vojnom silom, a diljem urbanog područja te komune prekrasne palače i spomenici.